# 上条村 (新潟県刈羽郡)
上条村（じょうじょうむら）は、かつて新潟県刈羽郡にあった村。

## 沿革
- 1889年（明治22年）4月1日 - 町村制施行に伴い刈羽郡上条村、宮ノ窪村、山口村、古町村、芋川村、小田山新田、佐水村が合併し、上条村が発足。
- 1901年（明治34年）11月1日 - 刈羽郡別俣村と合併し、上条村を新設。
- 1956年（昭和31年）9月30日 - 刈羽郡野田村、鵜川村と合併し、黒姫村となり消滅。